# Raúl Barbero
Raúl Barbero (* 7. November 1917 in Montevideo, Uruguay; † 1. Dezember 2014) war ein uruguayischer Journalist, Librettist und Dramatiker.

## Leben
Barbero begann seine Laufbahn 1931 beim Radiosender CX14 El Espectador mit der Kindersendung La hora meridiana. In der Folgezeit war er in diversen Tätigkeitsfeldern präsent. So wirkte er als Chansonnier, Ansager, Schauspieler oder Conferencier. Als Librettist trat er sowohl allein als auch mit Julio Néstor Olivera auf und war insbesondere im Sender CX16 Radio Carve zu hören. Von 1952 bis 1957 entstand sein Zyklus El teatro del sábado. Dieser enthält rund 250 von ihm geschriebene Theaterstücke. 1954 schrieb er Así lo quiso la vida. Im Folgejahr gründete er mit Luis Canoni das Unternehmen Impetu Publicidad, aus dem er sich 1986 zurückzog. Dem Rotary Club von Montevideo stand er in den Jahren 1975 und 1976 vor. Von 1980 bis 1982 hatte er auch das Präsidentenamt des Basketballvereins Club Atlético Atenas inne. Ab 1987 war er für die Zeitung El País tätig. Dort schrieb er eine wöchentlich erscheinende humoristische Kolumne namens Buenos Dias. Dabei verwendete er das Pseudonym Rebar. Er zeichnete zudem verantwortlich für die Publikationen zum 70. und 75. Geburtstag der Zeitung in den Jahren 1988 und 1993. Auch verfasste er zahlreiche Spezial-Beilagen für das Blatt. Darunter beispielsweise die Revista de la Copa América de Fútbol im Jahre 1995 und eine Serie zur Geschichte der Fußball-Weltmeisterschaften. Überdies schrieb er 1996 mit De la galena al satélite eine die Jahre 1922 bis 1992 umfassende Chronik über 70 Jahre Rundfunk in Uruguay. Sein 1999 erschienenes Buch Por siempre Carve befasst sich ebenfalls mit dieser Thematik. Von 1990 bis 1993 hatte Barbero den Vorsitz des Instituto Cultural Uruguayo Argentino inne.